# Campionato sudamericano femminile di pallavolo 1971
Il IX campionato sudamericano femminile di pallavolo si è svolto nel 1971 a Montevideo, in Uruguay. Al torneo hanno partecipato 8 squadre nazionali sudamericane e la vittoria finale è andata per la terza volta al Perù.

## Squadre partecipanti
| - Argentina - Brasile - Bolivia - Cile | - Colombia - Paraguay - Perù - Uruguay |

## Classifica finale
| Classifica | Squadre   |
| ---------- | --------- |
|            | Perù      |
|            | Brasile   |
|            | Uruguay   |
| 4          | Paraguay  |
| 5          | Cile      |
| 6          | Argentina |
| 7          | Colombia  |
| 8          | Bolivia   |